# Leonor Beleza
Maria Leonor Couceiro Pizarro Beleza de Mendonça Tavares, née le 23 novembre 1948 à Porto, est une femme politique portugaise membre du Parti social-démocrate (PPD/PSD).
Elle est ministre de la Santé (pt) entre 1985 et 1990.

## Biographie

### Formation et débuts professionnels
Elle passe sa licence en droit à l'université de Lisbonne en 1972. Elle y devient assistante l'année suivante. Elle adhère au Parti populaire démocratique (PPD) en 1974.
En 1975, elle abandonne le PPD et son poste à l'université. Elle le retrouve cependant entre 1977 et 1982. Elle réintègre finalement le Parti social-démocrate (PPD/PSD) en 1981.

### Premières responsabilités politiques
Elle est nommée secrétaire d'État à la Présidence du conseil des ministres auprès du Premier ministre Francisco Pinto Balsemão le 13 juin 1982, à 33 ans, en remplacement de Marcelo Rebelo de Sousa.
À l'occasion du IXe congrès national du PPD/PSD, célébré à Porto en février 1983, elle est élue pour la première fois membre de la commission politique nationale.
Pour les élections législatives anticipées du 25 avril suivant, elle est investie candidate dans le district de Lisbonne, en treizième position sur la liste du PPD/PSD, et se trouve élue députée à l'Assemblée de la République. Après la formation d'une grande coalition entre socialistes et libéraux, elle devient le 18 juin secrétaire d'État à la Sécurité sociale auprès du ministre du Travail Amândio de Azevedo (pt).

### Ministre de la Santé
Aux élections législatives anticipées du 6 octobre 1985, elle est réélue en sixième position dans le district de Porto.
Le 6 novembre, Leonor Beleza est nommée à 36 ans ministre de la Santé dans le gouvernement minoritaire du libéral Aníbal Cavaco Silva. Seule femme ministre du cabinet, elle est également la première femme désignée au niveau ministériel depuis Maria de Lourdes Pintasilgo six ans plus tôt. Elle est promue à la deuxième place de la liste libérale de Porto pour les élections législatives anticipées du 19 juillet 1987. Elle est confirmée le 17 août dans ses fonctions gouvernementales, étant toujours la seule femme ministre de l'équipe au pouvoir.

### Après le gouvernement
Elle est relevée de ses fonctions lord du remaniement ministériel opéré par Cavaco le 5 janvier 1990 qui touche les principaux cadres du cabinet, dont elle fait partie. Au mois d'avril suivant, elle est désignée vice-présidente du PPD/PSD, sous la présidence de Cavaco Silva, au cours du XVe congrès national, qui se tient à Lisbonne. Elle se représente aux élections législatives du 6 octobre 1991, en huitième position dans le district de Lisbonne. Réélue, elle devient vice-présidente de l'Assemblée de la République.
Elle quitte la commission politique nationale du PPD/PSD lors du XVIe congrès, réuni à Porto en 1992, pour prendre la présidence du conseil de juridiction national. Elle devient avocate en 1993, puis consultante principale du centre juridique de la présidence du conseil des ministres et coordonnatrice du service juridique de TVI en 1994.
Elle est confirmée en février 1995 par les délégués du XVIIe congrès, convoqué à Lisbonne, à la présidence de la commission de juridiction. Elle prend cette même année la présidence du conseil fiscal de la banque Banco Totta & Açores. Ne s'étant pas représentée aux élections législatives du 1er octobre 1995, Leonor Beleza est chargée, en mars 1996, de présider le XVIIIe congrès national du Parti social-démocrate, qui se tient à Santa Maria da Feira et voit l'élection de Marcelo Rebelo de Sousa comme président du parti.
Elle quitte le service juridique de TVI en 1997 et Banco Totta & Açores l'année d'après. Au XXe congrès du PPD/PSD, réuni à Tavira en avril 1998, Rebelo la choisit comme vice-présidente du parti. Elle quitte les instances dirigeantes à l'occasion du XXIIe congrès, convoqué en mai 1999 à Lisbonne.
Elle se relance en politique pour les élections législatives anticipées du 17 mars 2002, où elle est tête de liste des libéraux dans le district de Portalegre. À l'ouverture de la IXe législature, alors que le PPD/PSD retrouve le pouvoir, elle est désignée vice-présidente de l'Assemblée de la République.
En 2005, elle renonce à se présenter aux élections anticipées et quitte le service juridique de la présidence du conseil. Nommée présidente de la Fondation Champalimaud (pt), destinée à la recherche biomédicale, en 2004, elle est nommée au Conseil d'État par le président de la République Aníbal Cavaco Silva en 2008, à la suite de Manuela Ferreira Leite. Elle est confirmée en 2011, puis en 2016 par le nouveau chef de l'État Marcelo Rebelo de Sousa.

### Famille
Son frère Miguel (pt) appartient également au PPD/PSD et a été ministre des Finances entre 1990 et 1991. Elle est mariée avec Diogo de Mendonça Rodrigues Tavares, le couple ayant eu deux enfants, Maria et Miguel.